# Restrizione mentale
La restrizione mentale (dal latino mentalis reservatio) si riferisce a situazioni in cui un individuo intenzionalmente nasconde o distorce la verità per scopi moralmente discutibili. È un concetto dibattuto e spesso controverso nella teologia morale, poiché solleva considerazioni etiche complesse.
Nella teologia morale tradizionale, la restrizione mentale è stata discussa principalmente in relazione alla pratica della "pia evasione" nel confessare i peccati. Questo si riferisce a una situazione in cui un individuo, durante la confessione sacramentale, cerca di evitare la piena responsabilità o di ammettere solo parzialmente i propri peccati, nascondendo o distorcendo la verità.
Tuttavia, l'uso della restrizione mentale in altre situazioni morali è discusso in modo più complesso. Alcuni teologi morali sostengono che la restrizione mentale può essere usata per giustificare l'inganno o la menzogna in situazioni in cui la verità potrebbe causare più danni rispetto a un'omissione o una distorsione intenzionale. Altri sostengono che la restrizione mentale sia sempre moralmente inaccettabile poiché contraddice il comandamento di non mentire.
L'uso della restrizione mentale nella teologia morale dipende quindi da come vengono interpretate le norme morali e da come si bilanciano dilemmi etici complessi. La Chiesa cattolica, ad esempio, ritiene che sia moralmente lecito utilizzare la restrizione mentale solo in circostanze eccezionali e per scopi seri e importanti. Tuttavia, questa interpretazione non è condivisa da tutti i teologi morali e c'è ancora molta discussione e dibattito sulla questione.
La restrizione mentale stretta si verifica quando una persona è consapevole della regola morale e delle sue restrizioni, ma decide intenzionalmente di agire contro di essa. In questo caso, la persona è pienamente responsabile delle proprie azioni e la restrizione mentale stretta non giustifica o attenua l'errore morale commesso, mentre nella restrizione mentale larga la persona non è pienamente responsabile dell'azione immorale.